# 김명철 (시인)
김명철(1963년 ~ )은 대한민국의 시인이다. 충청북도 옥천군에서 태어났으며, 서울대학교 독문과를 거쳐 고려대학교 대학원 국문과를 나왔다.

## 생애
2006년에 〈틈〉 외 4편으로 《실천문학》 신인상을 받으며 등단했으며, 2012년에 〈천 년의 하루, 하루〉로 ‘천태산은행나무문학상’ 대상을 받았다. 대학에서 비정규직 강의를 하다가 그만두었고, 서울역 인근에서 노숙인들에게 시를 가르치고 있다.

## 저서

### 시집
- 《짧게, 카운터펀치》(창비, 2010) ISBN 9788936423247
- 《바람의 기원》(실천문학사, 2015) ISBN 9788939222359